# Les Graines que l'on sème
Pour plus de détails, voir Fiche technique et Distribution.
Les Graines que l'on sème est un film français de fiction réalisé par Nathan Nicholovitch, sorti en 2020.
Il est présenté au FIDMarseille, où il est récompensé.

## Synopsis
En 2019, soupçonnée d'avoir tagué sur le mur de son lycée « Macron démission », Chiara a été placée en garde à vue. Dans sa cellule, au commissariat, elle est victime, selon le rapport d'autopsie, d'une rupture d'anévrisme. Une cérémonie de funérailles a lieu avec sa famille, ses proches, les élèves du lycée, à l'église d'Ivry. Ses camarades de classe, bouleversés par ce drame, réagissent de diverses façons et tentent de faire leur deuil. Sa sœur se repasse les vidéos que Chiara filmait avec son portable, où alternent discussions entre camarades filmées au plus près et manifestations syndicales ou des Gilets jaunes. Elle lui laisse aussi des messages sur son répondeur en attendant que le numéro soit désactivé.

## Fiche technique
- Titre : Les Graines que l'on sème
- Réalisation : Nathan Nicholovitch
- Scénario : Nathan Nicholovitch
- Photographie : Florent Astolfi
- Son : Graciela Barrault et Jean Jouvet
- Montage : Gilles Volta
- Société de production : D'un film l'autre
- Société de distribution : Nour Films
- Pays de production :  France
- Langue originale : français
- Format : couleur
- Genre : drame
- Durée : 77 minutes
- Dates de sortie : 
  - France : 23 juillet 2020 (FIDMarseille)[1] ; 23 février 2022 (sortie nationale)

## Distribution
- Ghaïs Bertout-Ourabah
- Clémentine Billy
- Marie Clément
- David D'Ingeo (it)
- Kamla Errounane
- Yhadira Fabat-Delis
- Alicia Fleury
- Maëlys Gomez
- Luna Lafaye
- Célia Lazla
- Chloé Lemeur
- Rose Fella Leon-Lys
- Flontin Masengo
- Sandrine Molaro
- Sara Naoui
- Lucile Noël
- Pauline Perrin-Bequart
- Hamza Sadi
- Angèle De Sentenac
- David Talbot
- Tristan Trouvé
- Pascal Savoldelli : lui-même (images d'archives)

## Projet et contexte
Les Graines que l'on sème a été conçu et réalisé durant l'année scolaire 2019-2020 avec les élèves de la classe de 1re L du lycée Romain-Rolland d'Ivry-sur-Seine et avec leurs enseignants, dans le cadre d'un atelier cinéma.

## Distinctions
- Festival de Cannes 2020 (programmation ACID)[3]
- FIDMarseille 2020
  - Prix Georges de Beauregard national[4]
- Festival Cinébanlieue 2020[5]

## Accueil critique
« La dramaturgie des Graines que l'on sème de Nathan Nicholovitch fait résonner autrement son matérieau documentaire. […] Le film ouvre l'espace d'une parole pour dire tout à la fois la colère et la peur, la douleur et la conscience lucide du présent. »

— Alice Leroy, Cahiers du Cinéma

« Un geste politique et poétique pour dénoncer la violence d'État contre une jeunesse qui "promène ses automnes au printemps"… »

— Jérémie Couston, Télérama

Lors de la sortie du film en salles, en 2022, Romain Lefebvre note dans les Cahiers du Cinéma : 

« En alternant discours et présence et en variant les régimes d'image (longs plans fixes, plans à la main mimant le point de vue des lycéens), le film prend parfois lui-même un tour trop réfléchi. Il émeut toutefois, et offre par ailleurs un prolongement au film que Jean-Gabriel Périot avait tourné un an plus tôt dans le même lycée, Nos défaites, qui part un peu complaisamment du constat d'un oubli de la culture politique. »

Dans Le Monde, Véronique Cauhapé présente un avis mitigé (« Pourquoi pas ») : 

« […] chacun interroge l'engagement politique à mesure que se dessine le portrait de l’absente. Cette belle idée sur laquelle démarre Les Graines que l’on sème […] disparaît à mesure que se précise son intention : marteler un discours (plus qu’un propos) appelant à la révolte. Pratiqué sans nuance ni contradiction, le militantisme prend des airs de propagande qui finissent par rendre sourd aux idées défendues, si louables soient-elles. »